# 이상희 (1938년)
이상희(李相羲, 경상북도 청도군 1938년 9월 1일~2023년 9월 13일)는 대한민국의 정치인이다. 과학기술처 장관과 11·12·15·16대, 4선 국회의원을 지냈다. 2002년 과학경제 대통령을 내걸고 한나라당 대선후보 경선에 나서기도 했다.
본관은 고성(固城)이다. 국가과학기술자문회의 위원장, 변리사협회 회장, 국립과천과학관 관장 등을 역임하였다.

## 학력
- 부산진국민학교 졸업
- 동래중학교 졸업
- 부산고등학교 입학
- 고등학교 검정고시 졸업
- 1966년: 서울대학교 약학대학 약학 학사
- 1973년: 서울대학교 대학원 약학 박사
- 서울대학교 전임교수

## 경력
- 동아제약 상무이사
- 1981년 4월~1985년 4월: 제11대 국회의원(비례대표/민주정의당)
- 1985년 4월~1988년 5월: 제12대 국회의원(비례대표/민주정의당)
- 1988 12월~1990년 3월: 과학기술처 장관
- 1996년 5월~2000년 5월: 제15대 국회의원(부산 남구갑/한나라당)
- 1996년: 국가과학기술자문위원장
- 1998년: 한나라당 정책위 의장
- 1999년: 한나라당 Y2K 대책위원회 위원장
- 2000년: 한나라당 국책자문위원장
- 2000년 5월~2004년 5월: 제16대 국회의원(비례대표/한나라당)
- 2001년: 국회정보통신과학기술위원장
- 2001년: 한국청소년단체협의회 이사
- 2001년 1월: 한국사이버교육학회 회장
- 2002년: 한국과학발명영재단 이사장
- 2002년: 한나라당 대통령 후보 경선 출마 (이회창, 최병렬, 이부영과 함께 출마)
- 2004년: 아시아오세아니아사회체육연맹 회장
- 2004년: 제32대 대한변리사회 회장
- 2005년 8월~: 지식재산포럼 고문
- 2005년 9월: 중소기업중앙회 자문변리사
- 2008년: 제34대 대한변리사회 회장
- 2008년: 가천의대 대학원 석좌교수
- 한국우주소년단 총재
- 2009년 10월: 제2대 국립 과천과학관 관장
- 2010년: 제35대 대한변리사회 회장
- 2013년 5월~: 세계한인지식재산전문가협회 회장
- 대한민국 헌정회 정책연구위원회 의장
- 2021년 3월~2023년 12월: 학교법인 단국대학 이사(개방, 교육)
- 사단법인 대한노인회 고문

## 역대 선거 결과
|  | 35.6% |

|  | 35.2% |

|  | 44.25% |

|  | 69.49% |

|  | 37.9% |

## 소속 정당
| 소속 정당 | 소속 정당  | 소속 기간 | 비고           |
| --------- | ---------- | --------- | -------------- |
|           | 민주정의당 | 1981~1990 | 창당 정계 입문 |
|           | 민주자유당 | 1990~1995 | 합당           |
|           | 신한국당   | 1995~1997 | 당명 변경      |
|           | 한나라당   | 1997~2012 | 합당 정계 은퇴 |
|           | 새누리당   | 2012~2017 | 당명 변경      |
|           | 자유한국당 | 2017~2020 | 당명 변경      |
|           | 미래통합당 | 2020      | 합당           |
|           | 국민의힘   | 2020~2023 | 당명 변경 사망 |

## 같이 보기
- 대한민국 제11대 국회의원 선거 민주정의당 후보 목록#전국구
- 대한민국 제12대 국회의원 선거 민주정의당 후보 목록#전국구
- 남구 갑 (1988년 부산 선거구)
- 부산 남구의 국회의원
- 대한민국 제16대 국회의원 선거 한나라당 후보 목록#비례대표
- 대한민국의 과학기술정보통신부 장관

## 가족 관계
- 배우자: 이재연
  - 슬하: 이승훈, 이경아, 이경은
- 형: 이진희(1932년 9월 13일~)